# Иранска жабоглава агама
Иранските жабоглави агами (Phrynocephalus persicus), наричани също ирански кръглоглави агами, са вид дребни влечуги от семейство Агамови (Agamidae).
Срещат се в полупустините в платата на западен Иран. Достигат дължина от 7 сантиметра и маса от 7,8 грама, като женските са малко по-едри. Хранят се с разнообразни дребни членестоноги.